# Flip Nuñez
Joseph „Flip“ Nuñez (* 27. August 1931 in Stockton; † 3. November 1995 in San Pablo (Kalifornien)) war ein US-amerikanischer Jazzmusiker (Piano, Gesang, auch E-Piano, Orgel, Synthesizer, Komposition), der meist in der Musikszene der San Francisco Bay Area aktiv war.

## Leben und Wirken
Nuñez, der philippinische Wurzeln hatte, wuchs im südkalifornischen San Pedro auf, wo er mit 17 Jahren begann, professionell aufzutreten und mit R&B-Musikern wie Big Jay McNeely und Joe Houston spielte. Er trat in den 1950er-Jahren in den Clubs der Central Avenue von Los Angeles u. a. mit Eric Dolphy auf. 1960 zog er nach San Francisco, wo er fortan in der lokalen Jazzszene aktiv war. U. a. spielte er dort in der Hausband in Jimbo’s Bop City und hatte Engagements in Nachtclubs (wie der Executive Lounge und im Keystone Korner) sowie in Hotels der Bay Area. 1960 wirkte er mit dem Pony Poindexter Quartett auf Bev Kellys Album In Person mit. Im Laufe seiner Karriere trat er außerdem mit Carmen McRae, Wes Montgomery, Harry Belafonte und Jon Hendricks (In Person at the Trident, 1965) auf.
In den frühen 1970er-Jahren war Nuñez als Organist Mitglied der kurzlebigen Jazz-Rock/Latin-Formation Azteca. 1976 nahm er unter eigenem Namen das Album My Own Time and Space auf, an dem Pat Britt, Michael Howell, Tom Rutley, Vince Lateano und Willie Colón mitwirkten und auf dem Nunez auch E-Piano, Orgel, Clavinet und Synthesizer spielte. In späteren Jahren spielte er mit John Handy, mit der Sängerin Jo Canion („Nothin’ Ever Changes My Love for You“) und kurz vor seinem Tod noch mit dem Vibraphonisten Herb Gibson. Nach Angaben des Diskographen Tom Lord war er im Bereich des Jazz war er zwischen 1960 und 1995 an fünf Aufnahmesessions beteiligt. In den 1980er-Jahren hatte Nuñez Engagements im Club Jigoku im Stadtviertel Japantown, außerdem im Meridien Hotel. In seinen späteren Jahren trat er noch im Nachtclub Pearl's in der Columbus Avenue im Duett mit der Sängerin Madeline Eastman auf. Nuñez schrieb mehrere Jazztitel, darunter „See You Later“, der später von Gilles Peterson gesampelt wurde.
Nuñez galt als talentierter Bop-Pianist, dessen Spielweise an den Hardbop-Pianisten Carl Perkins erinnerte; seine Vokalnummern (etwa auf der LP My Own Time and Space) an Tony Bennett.